# Мемориал Махатмы Ганди
Мемориал Махатмы Ганди (Радж-Гхат, хинди राज घाट) — мемориал в Дели, установленный на месте кремации лидера национально-освободительного движения Индии Махатмы Ганди, павшего от рук убийцы в 1948 году.

Радж-Гхат, как город, был заложен Шах Джаханом в 1638 году, своими восточными окраинами граничил с рекой Джамной, вдоль берегов которой были построены гхаты (спуск к воде в виде ступенек). Гхаты использовались в Индии на протяжении столетий, главным образом для совершения молитв, для стирки белья и купания, а также для ритуального обряда кремации. Радж-Гхат является местом кремации трёх, возможно, самых уважаемых в Индии людей: Махатмы Ганди (1948), Индиры Ганди (1984) и её сына Раджива (1991), — все из которых стали жертвами политических убийств.

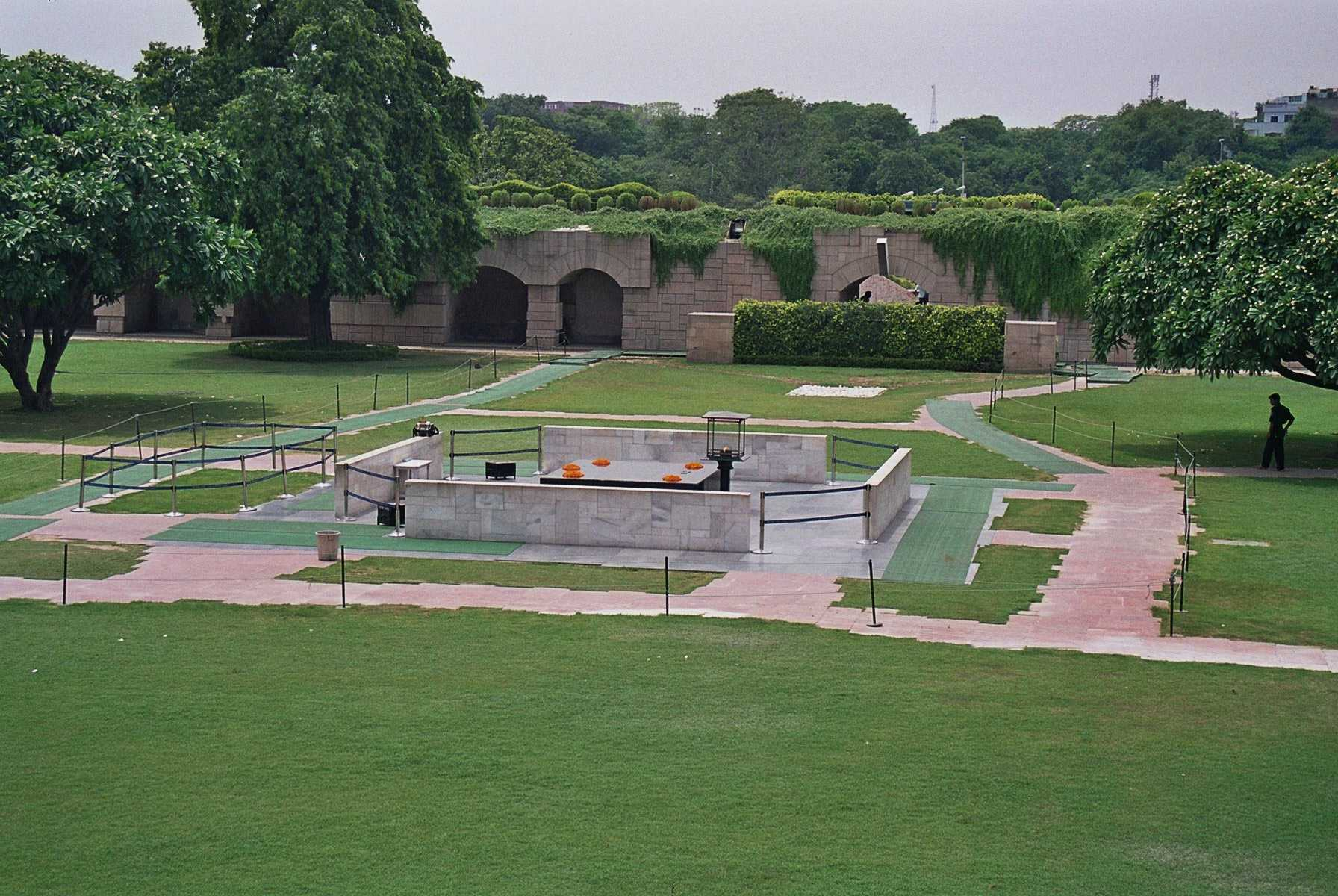
Мемориал Махатмы Ганди, Дели

Теперь это скорее парк чем пристань, и расположен он на значительном расстоянии от нынешнего берега Джамны. К самадхи (месту кремации) Махатмы, обозначенному невысоким чёрным постаментом, обращено внимание и молитвы непрекращающегося потока посетителей. Также, по традиции, все прибывающие в страну главы иностранных государств кладут венки к этому мемориалу Отца нации. К северу отсюда расположены более скромные мемориалы бывших премьер-министров — Раджива, запечатлённого в виде каменного монумента, и его матери, отмеченной серо-красным каменным монолитом.

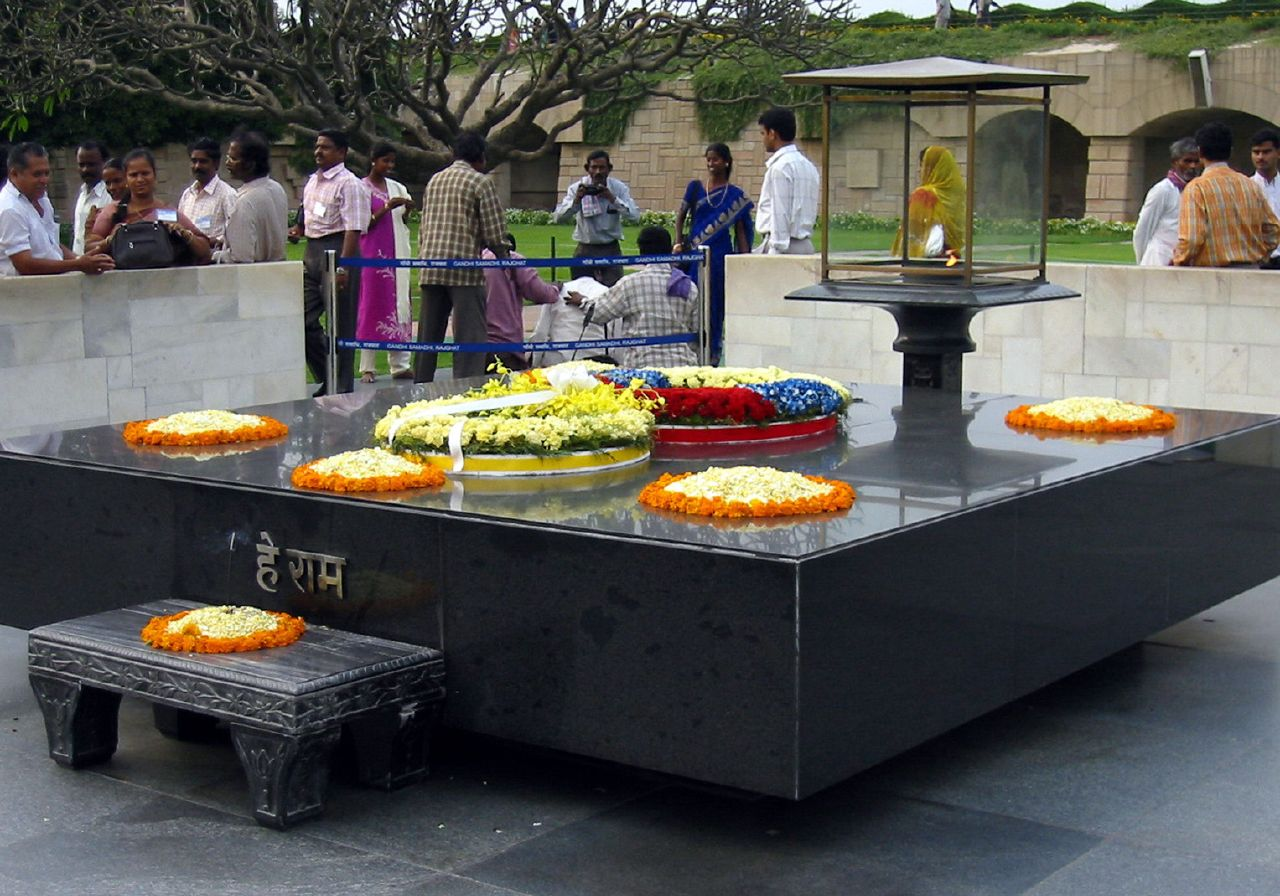
Строгий постамент из чёрного мрамора с последними словами Махатмы Ганди "О, Бог!" (हे राम), покрытый живыми цветами.

Памяти Махатмы Ганди посвящены не только молитвы верующих, приходящих вечером в пятницу и в годовщины его рождения и смерти (2 октября и 30 января) к его самадхи, но и небольшой Национальный музей Ганди, расположенный напротив. По воскресеньям в нём показывают фильм о жизни и политической деятельности Ганди.